# Miranda vs. Arizona

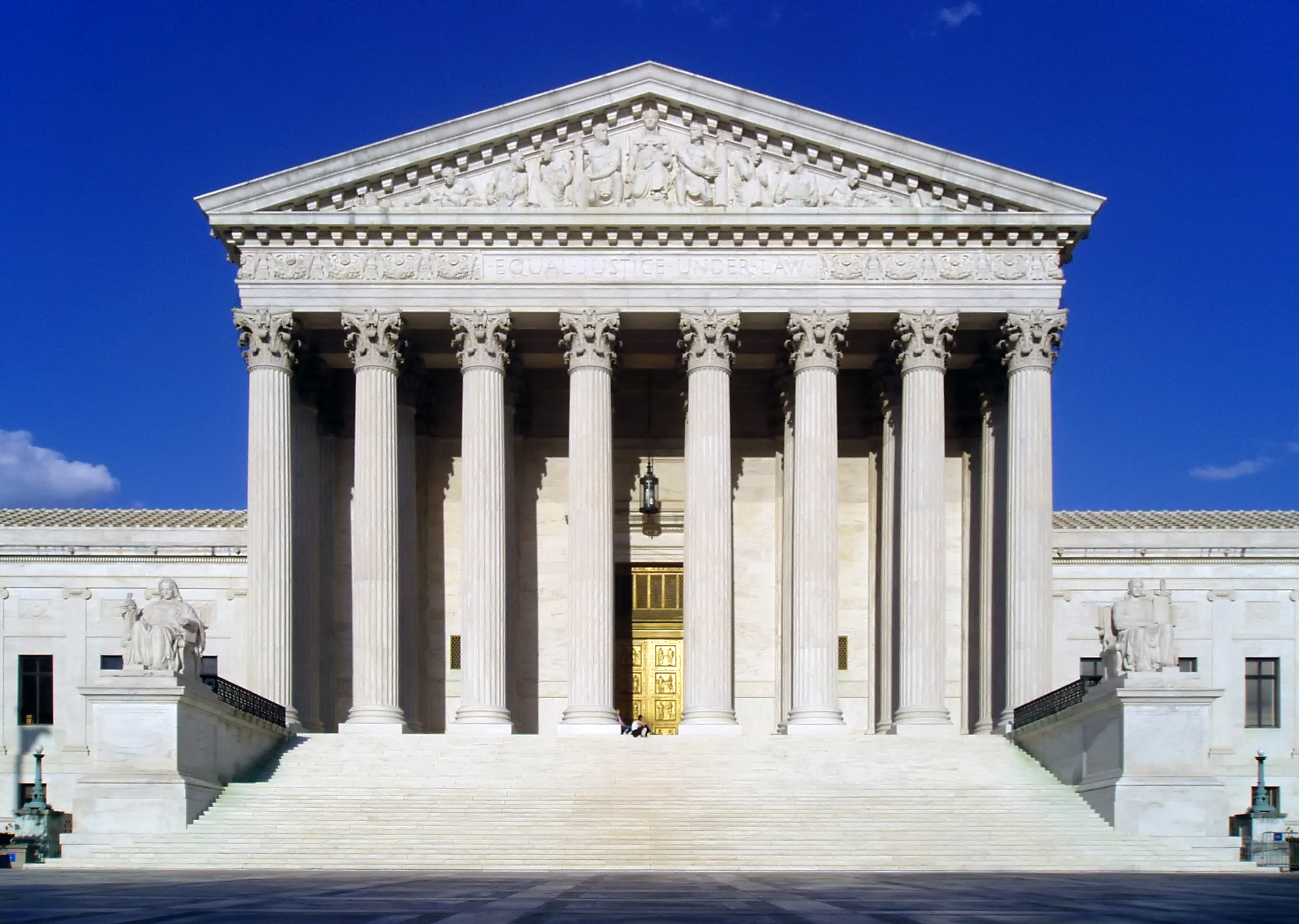
Budova Nejvyššího soud USA ve Washingtonu D.C.

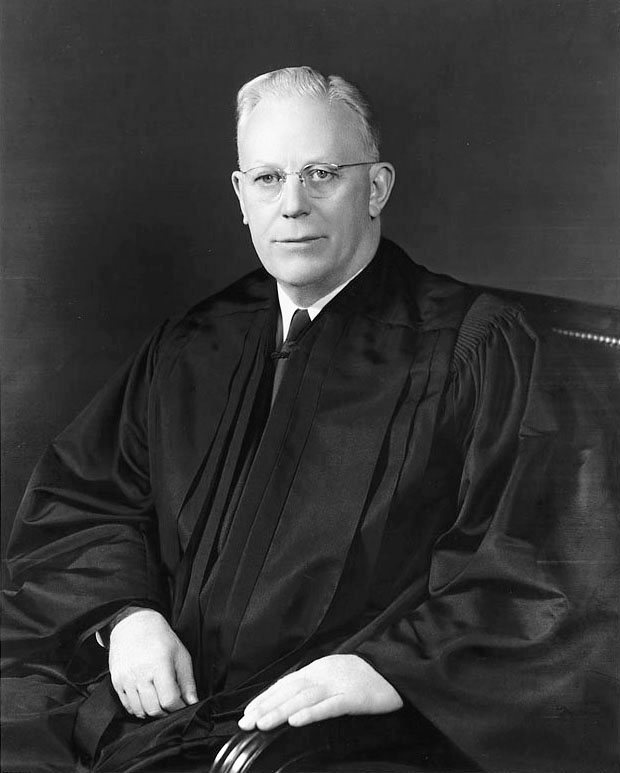
Soudce Earl Warren, který rozsudek sepsal

Miranda vs. Arizona 384 U.S. 436 (1966) je případ Nejvyššího soudu USA. Rozhodnutí tohoto případu bylo klíčové, a zajistilo, že podezřelý zadržený policií musí být informován (tak, aby tomu rozuměl) o tom, že má práva nevypovídat a mluvit se svým právníkem, která jsou garantována pátým a šestým dodatkem k Ústavě USA.

## Okolnosti případu
Ernesto Miranda byl 13. března 1963 zadržen policií ve městě Phoenix ve státě Arizona. Když se Miranda zeptal, proč byl zadržen, nedostalo se mu odpovědi. V čase zadržení nebyl obžalován z žádného zločinu. 10 dní před zadržením Mirandy byla znásilněna osmnáctiletá dívka, přičemž některé důkazy vedly k Mirandovi. Během rekognice tato dívka o Mirandovi prohlásila, že si myslí, že je podobný útočníkovi. Policie Mirandovi oznámila, že byl odhalen, přičemž po hodinách následných výslechů Miranda nakonec podepsal přiznání se k zločinu. Policie také nechala Mirandu podepsat přiznání k dalším dvěma činům (únosu a loupeži).
Na základě přiznání byl Miranda odsouzen k třiceti letům odnětí svobody, přesto, že jeho právník upozorňoval na to, že byl k doznání policií de facto donucen. Mirandovo odvolání k Arizonskému nejvyššímu soudu nebylo úspěšné, proto se obrátil na Nejvyšší soud.

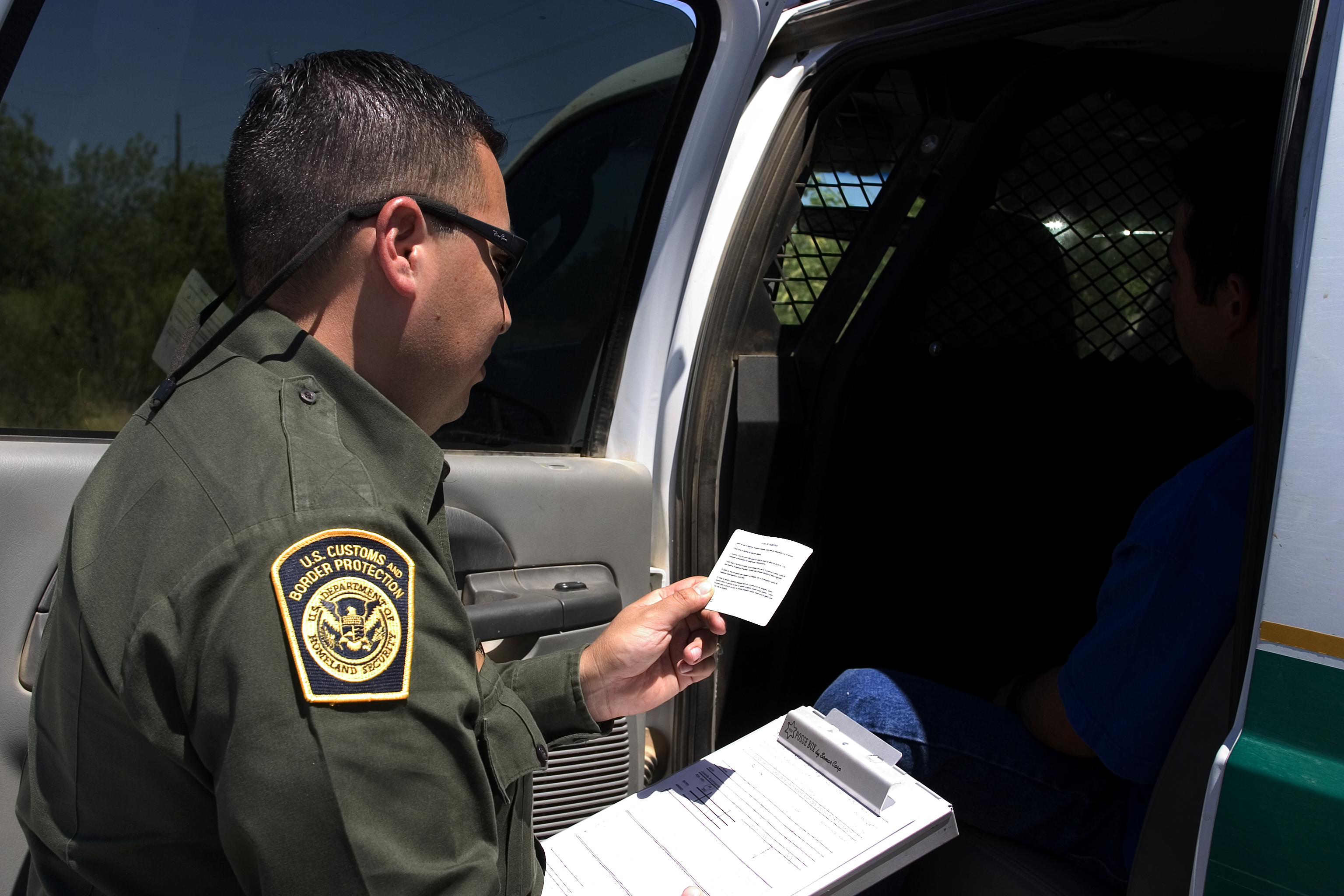
Příslušník hraniční stráže USA čte Mirandovo varování

## Rozhodnutí Nejvyššího soudu
V roce 1966 Nejvyšší soud kromě Mirandova případu rozhodoval i o třech dalších podobných případech. Rozhodnutí soudu bylo velmi těsné, z devíti soudců pro Mirandu hlasovalo soudců pět, proti byli čtyři. Rozsudek dlouhý 60 stran sepsal soudce Earl Warren. Zmiňuje v něm, že zadržený člověk musí být jasně informován o tom, že má právo nevypovídat, a že cokoliv co řekne, může a bude a použito proti němu u soudu, krom toho musí být informován, že má právo mluvit s právníkem a má právo jít s právníkem k výslechu, přičemž pokud si nemůže právníka dovolit, bude mu přidělen. Tato práva jsou garantována pátým a šestým dodatkem Ústavy. Soudci, kteří s rozhodnutím nesouhlasili, argumentovali tím, že Ústava přímo nezmiňuje povinnost kohokoliv o jeho právech informovat, a také tím, že toto rozhodnutí dává příliš velkou moc podezřelým, protože policejní výslech se tak stane mnohem složitějším.
Rozhodnutí soudu odsuzující Mirandu k třiceti letům odnětí svobody tak bylo zrušeno. Případ byl ovšem otevřen v roce 1967 znovu, tentokrát byl jako důkaz použit výslech Mirandovi přítelkyně, které se předtím k činu přiznal. Miranda tak byl znovu odsouzen k třiceti letům odnětí svobody, v roce 1972 byl ovšem předčasně propuštěn. Zemřel v roce 1976, poté co byl pobodán.

## Důsledky
Po rozhodnutí museli policisté v USA začít povinně informovat srozumitelnou cestou o jeho právech. Pro toto pravidlo se vžilo označení Mirandovo varování, případně Mirandova práva (anglicky Miranda warning nebo Miranda rights). Přesné znění tohoto varování se v každém policejním okrsku liší, ale typické Mirandovo varování vypadá například takto:
| „ | You have the right to remain silent. Anything you say can be used against you in court. You have the right to talk to a lawyer for advice before we ask you any questions. You have the right to have a lawyer with you during questioning. If you cannot afford a lawyer, one will be appointed for you before any questioning if you wish. If you decide to answer questions now without a lawyer present, you have the right to stop answering at any time. | “ |

Český překlad:
| „ | Máte právo nevypovídat. Cokoliv řeknete, může být použito proti vám u soudu. Máte právo poradit se s právníkem, než vám položíme jakékoli otázky. Máte právo mít právníka přítomného během výslechu. Pokud si právníka nemůžete dovolit, bude vám před výslechem přidělen, pokud si to budete přát. Pokud se rozhodnete odpovídat na otázky nyní bez přítomnosti právníka, máte právo kdykoli přestat. | “ |

Další pravidla ohledně Mirandova varování byla dále lehce upravena některými dalšími rozhodnutími Nejvyššímu soudu.